# Suiza en los Juegos Europeos de Bakú 2015
Suiza participó en los Juegos Europeos de Bakú 2015 con una delegación de 130 deportistas. Responsable del equipo nacional fue la Asociación Olímpica Suiza, así como las federaciones deportivas nacionales de cada deporte con participación.
La portadora de la bandera en la ceremonia de apertura fue la gimnasta Giulia Steingruber.

## Medallistas
El equipo de Suiza obtuvo las siguientes medallas:
| Nombre                         | Deporte             | Competición              |
| ------------------------------ | ------------------- | ------------------------ |
| Oro                            |                     |                          |
| Jolanda Neff                   | Ciclismo de montaña | Campo a través F         |
| Nino Schurter                  | Ciclismo de montaña | Campo a través M         |
| Giulia Steingruber             | Gimnasia artística  | Salto de potro F         |
| Giulia Steingruber             | Gimnasia artística  | Suelo F                  |
| Heidi Diethelm Gerber          | Tiro                | Pistola 25 m F           |
| Nicola Spirig                  | Triatlón            | Individual F             |
| Nicole Eiholzer Nina Betschart | Vóley playa         | Torneo F                 |
| Plata                          |                     |                          |
| Kathrin Stirnemann             | Ciclismo de montaña | Campo a través F         |
| Lukas Flückiger                | Ciclismo de montaña | Campo a través M         |
| Giulia Steingruber             | Gimnasia artística  | Concurso completo ind. F |
| Sarah Hornung                  | Tiro                | Rifle 10 m F             |
| Bronce                         |                     |                          |
| David Graf                     | Ciclismo BMX        | Individual M             |
| Fabian Giger                   | Ciclismo de montaña | Campo a través M         |
| Giulia Steingruber             | Gimnasia artística  | Barra de equilibrio F    |
| Ludovic Chammartin             | Judo                | –60 kg M                 |